# Huftarøy
Huftarøy är den största ön i Austevolls kommun i Vestland fylke i västra Norge, räknat efter både areal och invånarantal.  
Ön ligger mellan  Møkstrafjorden i väst, Bjørnafjorden i öst, Langenuen och Selbjørnsfjorden i syd och Korsfjorden i nord. På norra delen av ön ligger centralorten Storebø med 1 000 invånare. Byarna Kolbeinsvik och Vik ligger även på Huftarøy.

## Kommunikation
Det går färja från Hufthamar på norra sedan av Huftarøy till Krokeidet i Fana i Bergens kommun, och till Hundvåkøy. Denna färjelinje trafikeras av två färjor. Sydöst på Huftarøy i Husavik går det färja till Sandvikvåg på ön Stord i Fitjars kommun.